# Seraphim Falls
Seraphim Falls (Brasil: À Procura da Vingança ) é um filme de faroeste dirigido pelo produtor de televisão e diretor David Von Ancken em seu primeiro filme. O enredo foi concebido a partir de um roteiro escrito por Von Ancken e Abby Everett Jaques. A história de ficção se concentra em uma caçada por um soldado da União por um coronel confederado após a Guerra Civil americana no final dos anos 1860. Pierce Brosnan, Liam Neeson, Michael Wincott, Tom Noonan, e Ed Lauter estrelam nos papéis principais. Seraphim Falls explora temas civis, como a violência, a sobrevivência humana e da guerra.
O filme foi produzido pelo estúdio de cinema de Ícon Productions. Foi distribuído comercialmente pela Samuel Goldwyn Films e Destination Films nos cinemas, e por Sony Pictures Home Entertainment para home media. A trilha sonora foi composta pelo músico Harry Gregson-Williams, embora uma versão de trilha sonora para o filme não foi lançado para o público.
Seraphim Falls estreou na edição de 2006 do Festival Internacional de Cinema de Toronto e foi lançado nos cinemas em lançamento limitado nos Estados Unidos em 26 de janeiro de 2007, arrecadou 418,296 dólares nas bilheterias domésticas. Ele ganhou um adicional de $ 801.762 na caixa de negócios do escritório no exterior para um total mundial combinado de 1220058 dólares em receitas. O filme foi recebido com críticas geralmente críticas positivas antes de sua exibição inicial em cinemas. A edição em DVD widescreen do filme, com seleções de cena e um featurette de bônus, foi lançado nos Estados Unidos em 15 de maio de 2007. 

## Sinopse
A história se passa após o fim da guerra civil americana. O coronel Morsman Carver está na sua última missão: matar Gideon, não importa até onde essa jornada o leve. A perseguição de Carver começa com um tiro que fere Gideon. Com muita raiva e determinação, a perseguição implacável por montanhas geladas e pastos os leva para além dos códigos de civilização. Este será o episódio mais sangrento que suas almas já assistiram.

## Elenco

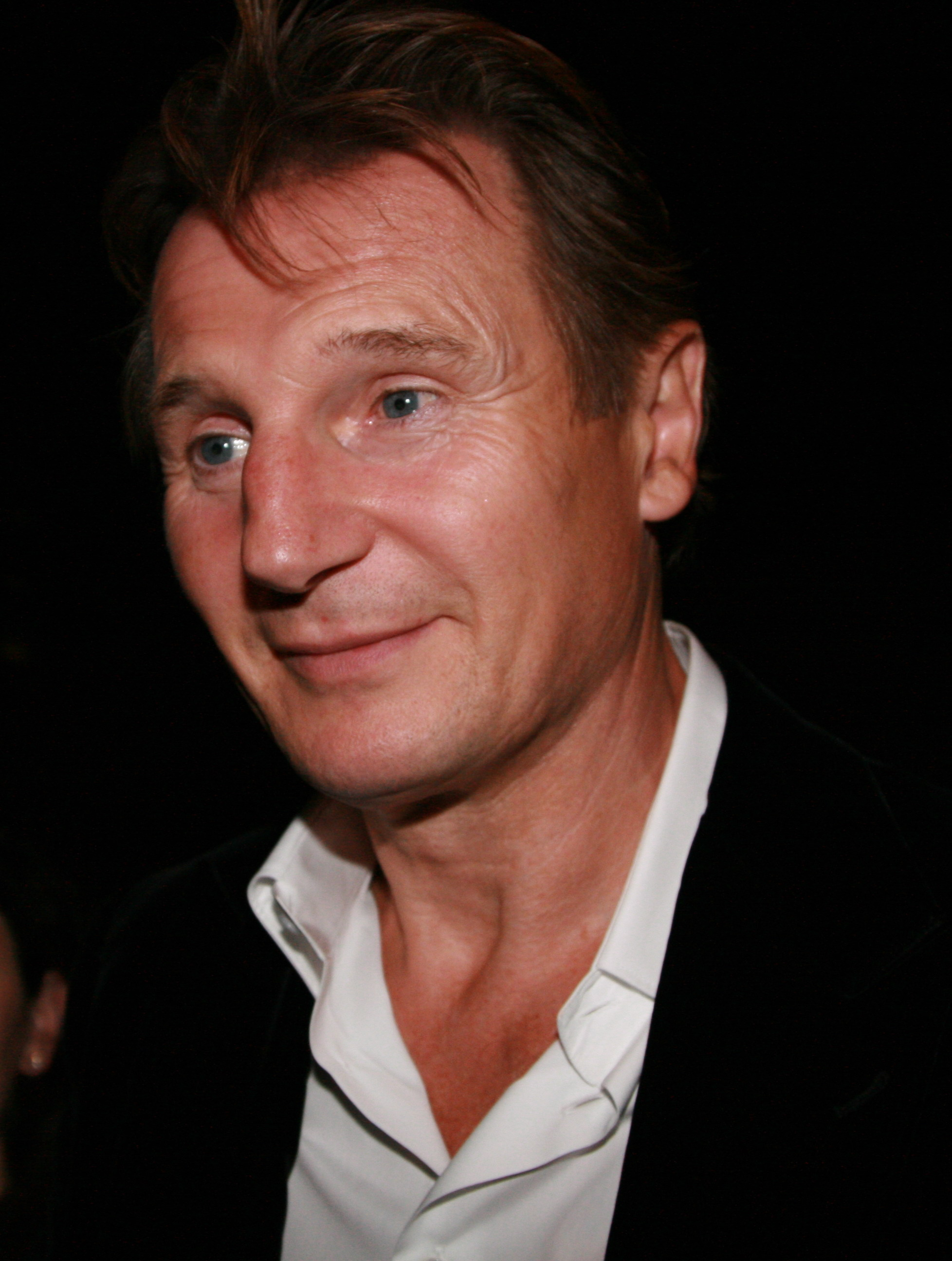
O ator Liam Neeson, que interpretou o coronel Morsman Carver.

- Liam Neeson como Carver: Como Brosnan, Neeson descreveu ser "uma espécie de mergulhada em que a mitologia ocidental crescendo na Irlanda.[4] Ele comparou seu personagem, Carver, com o capitão Ahab em Moby-Dick, "ele é [Carver] totalmente regido por essa ideia de vingança, onde ele praticamente perdeu sua humanidade ".[4]
- Pierce Brosnan como Gideon: O papel foi originalmente para ser interpretado por Richard Gere, mas depois ele saiu, Pierce Brosnan substituí-lo.[5] Brosnan falou de seu amor por filmes de faroeste durante a produção e promoção de Seraphim Falls, que resultou da observação como uma criança.[6]
- Michael Wincott como Hayes
- Xander Berkely como McKenzy, um capataz ferroviário.
- Ed Lauter como Parsons
- Tom Noonan como Ministro Abraham
- Kevin J. O'Connor como Henry
- John Robinson como Kid
- Anjelica Huston como Madame Louise, uma estelionatária vigarista em fuga, que figura no final do filme. Huston foi a primeira a se juntar ao elenco em novembro de 2005.[7]
- Angie Harmon como Rose
- Robert Baker como Pope
- Wes Studi como Charon
- Jimmi Simpson como Big Brother
- James Jordan como Little Brother
- Nate Mooney como Primo Bill

## Produção

### As filmagens

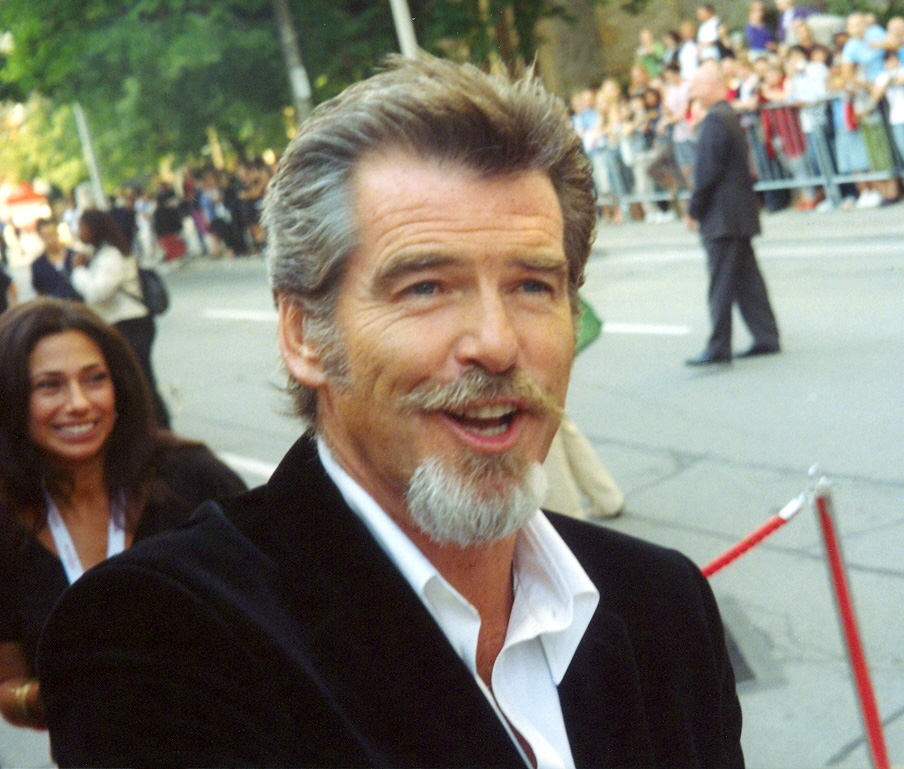
Ator Pierce Brosnan como Gideon.

David Von Ancken primeiro pesquisou o roteiro por seis meses antes de se juntar a Abby Everett Jaques para criar o roteiro. O filme foi originalmente anunciado no Festival de Cinema de Cannes, com Liam Neeson e Richard Gere nos papéis principais. Gere saiu em agosto de 2005 e logo foi substituído por Pierce Brosnan. Gravações de Seraphim Falls começaram em 17 de outubro de 2005 e da atriz Anjelica Huston mais tarde se juntou ao elenco no mês de novembro seguinte. O filme foi filmado em local por 48 dias, principalmente no Novo México, algumas das cenas de abertura foram filmadas ao longo do rio McKenzie em Oregon.
Vencedor do Oscar, o diretor de fotografia John Toll foi responsável pelo trabalho de cinematografia no filme. Toll mais tarde notou que era uma "grande oportunidade de trabalhar com um diretor que estava interessado na narrativa visual".

### Música
A trilha sonora, composta por Harry Gregson-Williams, foi produzido na capela da Bastyr University em Kenmore, Washington. Gregson-Williams compôs a música em três ou quatro semanas, descrevendo-o como "muito agradável". No entanto, um versão da trilha sonora do filme em CD nunca foi lançado para o público. Os efeitos sonoros do filme foram supervisionados por Kami Asgar. A mistura de elementos sonoros foram orquestradas por William Sarokin e masterizado por Steve Maslow.